# جافيردات
جافيردات (بالفرنسية: Javerdat)‏ هي إحدى بلديات مقاطعة فيين العليا في منطقة أقطانية الجديدة غرب وسط فرنسا.